# Der leukadische Fels
Der leukadische Fels. Ein Schauspiel ist der Titel eines Dramenfragments von Caroline von Wolzogen. Das Fragment erschien 1792 anonym in Friedrich Schillers Zeitschrift Neue Thalia im Verlag von Georg Joachim Göschen in Leipzig.

## Inhalt und Form
Das Fragment ist in Blankversen verfasst und umfasst zwei Akte. Es handelt sich thematisch und formal um das einzige zu Lebzeiten publizierte klassizistische Drama einer deutschsprachigen Autorin um 1800. Im Zentrum der Handlung steht die Athenerin Lidia, die sich nach dem Vorbild der Sängerin Sappho, aus Liebeskummer von einem weißen Felsen in den Tod stürzen will. Der erste Aufzug spielt in Athen, der zweite in einem Hain des Apoll unweit des leukadischen Vorgebirges. Das Fragment endet mit der Vorbereitung auf das tödliche Ritual.